# Hermann Heberlein (Musiker)
Hermann Heberlein (* 29. März 1859 in Markneukirchen; † unbekannt) war ein deutscher Cellist, Komponist und Musikpädagoge.

## Leben
Heberlein stammte einer Markneukirchener Geigenbauerfamilie, die auch Gitarren und Lauten baute. Er studierte ab 1877/78 am Leipziger Konservatorium und wirkte später als Solo-Cellist am Stadttheater Königsberg. Er veröffentlichte mehrere Kompositionen und musikpädagogische Werke, die teilweise noch heute in Gebrauch sind.

## Werke
- Schule für Cello für Schul- und Selbstunterricht. 2 Bände. Musikverlag Zimmermann, ca. 1910.